# WTA-kampioenschap dubbelspel 1987
| Prijzengeld \| Resultaat \| Prijzengeld \| WTA-punten \| \| ------------ \| ----------- \| ---------- \| \| winnares \| $ 60.000 \| 200 \| \| finale \| $ 30.000 \| 140 \| \| halve finale \| $ 18.000 \| 90 \| \| eerste ronde \| $ 15.000 \| 46 \| |             |            |
| Resultaat | Prijzengeld | WTA-punten |
| winnares | $ 60.000    | 200        |
| finale | $ 30.000    | 140        |
| halve finale | $ 18.000    | 90         |
| eerste ronde | $ 15.000    | 46         |

Het WTA-kampioenschap dubbelspel van 1987 vond plaats van 30 januari tot en met 1 februari 1987 in de Japanse stad Tokio. Het was de 13e editie van het toernooi. Er werd gespeeld op overdekte tapijtbanen.
De Amerikaanse titelhoudsters waren Barbara Potter en Pam Shriver. Shriver nam deel aan de zijde van haar landgenote Elise Burgin, met wie zij het tweede reekshoofd vormde – zij verloren in de finale.
De titel werd gewonnen door de als eerste geplaatste West-Duitse Claudia Kohde-Kilsch en de Tsjecho-Slowaakse Helena Suková.
Er waren geen deelneemsters uit de lage landen.

## Geplaatste teams
- Ranglijstpositie op 19 januari 1987

| Nr. | Team                               | Rang     | Resultaat    | Uitgeschakeld door                 |
| --- | ---------------------------------- | -------- | ------------ | ---------------------------------- |
| 1.  | Claudia Kohde-Kilsch Helena Suková | 6+3=9    | winnaressen  | winnaressen                        |
| 2.  | Elise Burgin Pam Shriver           | 11+2=13  | finale       | Claudia Kohde-Kilsch Helena Suková |
| 3.  | Betsy Nagelsen Elizabeth Smylie    | 12+7=19  | eerste ronde | Sandy Collins Sharon Walsh         |
| 4.  | Gigi Fernández Robin White         | 16+20=36 | halve finale | Claudia Kohde-Kilsch Helena Suková |

## Toernooischema
| Legenda | Legenda                  |
| ------- | ------------------------ |
| Q       | Qualifier                |
| WC      | Deelname via wildcard    |
| LL      | Lucky Loser              |
| r       | Opgave / trok zich terug |
| w/o     | Walk-over                |
| Alt     | Alternate                |
| SE      | Special Exempt           |
| PR      | Protected Ranking        |
| d       | Diskwalificatie          |

|  | eerste ronde | eerste ronde                       | eerste ronde               | eerste ronde             | eerste ronde |                                    |                            | halve finale                    | halve finale | halve finale | halve finale | halve finale |  |  | finale | finale                             | finale | finale | finale |
|  |              |                                    |                            |                          |              |                                    |                            |                                 |              |              |              |              |  |  |        |                                    |        |        |        |
|  | 1            | Claudia Kohde-Kilsch Helena Suková | 6                          | 7                        |              |                                    |                            |                                 |              |              |              |              |  |  |        |                                    |        |        |        |
|  |              | Beth Herr Alycia Moulton           | 2                          | 6                        |              |                                    |                            |                                 |              |              |              |              |  |  |        |                                    |        |        |        |
|  |              | Beth Herr Alycia Moulton           | 2                          | 6                        | 1            | Claudia Kohde-Kilsch Helena Suková | 6                          | 1                               | 6            |              |              |              |  |  |        |                                    |        |        |        |
|  |              |                                    |                            |                          |              | Claudia Kohde-Kilsch Helena Suková | 6                          | 1                               | 6            |              |              |              |  |  |        |                                    |        |        |        |
|  |              | 4                                  | Gigi Fernández Robin White | 4                        | 6            | 2                                  |                            |                                 |              |              |              |              |  |  |        |                                    |        |        |        |
|  | 4            | 4                                  | Gigi Fernández Robin White | 4                        | 6            | 2                                  | Gigi Fernández Robin White | 6                               | 6            |              |              |              |  |  |        |                                    |        |        |        |
|  | 4            |                                    |                            |                          |              |                                    | Gigi Fernández Robin White | 6                               | 6            |              |              |              |  |  |        |                                    |        |        |        |
|  |              | Jenny Byrne Janine Thompson        | 3                          | 3                        |              |                                    |                            |                                 |              |              |              |              |  |  |        |                                    |        |        |        |
|  |              |                                    |                            |                          |              |                                    |                            |                                 |              |              |              |              |  |  | 1      | Claudia Kohde-Kilsch Helena Suková | 6      | 7      |        |
|  |              |                                    | 2                          | Elise Burgin Pam Shriver | 1            | 6                                  |                            |                                 |              |              |              |              |  |  |        |                                    |        |        |        |
|  |              | Sandy Collins Sharon Walsh-Pete    | 2                          | 7                        | 6            |                                    |                            |                                 |              |              |              |              |  |  |        |                                    |        |        |        |
|  | 3            | Betsy Nagelsen Elizabeth Smylie    | 6                          | 6                        | 2            |                                    |                            |                                 |              |              |              |              |  |  |        |                                    |        |        |        |
|  | 3            | Betsy Nagelsen Elizabeth Smylie    | 6                          | 6                        | 2            |                                    |                            | Sandy Collins Sharon Walsh-Pete | 4            | 6            | 3            |              |  |  |        |                                    |        |        |        |
|  |              |                                    |                            |                          |              |                                    |                            | Sandy Collins Sharon Walsh-Pete | 4            | 6            | 3            |              |  |  |        |                                    |        |        |        |
|  |              | 2                                  | Elise Burgin Pam Shriver   | 6                        | 4            | 6                                  |                            |                                 |              |              |              |              |  |  |        |                                    |        |        |        |
|  |              | 2                                  | Elise Burgin Pam Shriver   | 6                        | 4            | 6                                  | Candy Reynolds Anne Smith  | 3                               | 5            |              |              |              |  |  |        |                                    |        |        |        |
|  |              |                                    |                            |                          |              |                                    | Candy Reynolds Anne Smith  | 3                               | 5            |              |              |              |  |  |        |                                    |        |        |        |
|  | 2            | Elise Burgin Pam Shriver           | 6                          | 7                        |              |                                    |                            |                                 |              |              |              |              |  |  |        |                                    |        |        |        |